# Qianxinan
Qianxinan (chiń. 黔西南布依族苗族自治州; pinyin: Qiánxīnán Bùyīzú Miáozú Zìzhìzhōu) – prefektura autonomiczna mniejszości etnicznej Buyei i Miao w Chinach, w prowincji Kuejczou. Siedzibą prefektury jest Xingyi. W 1999 roku liczyła 2 836 874 mieszkańców.